# Aloe humilis
Espèce
Statut CITES
Aloe humilis est une espèce de plantes à fleurs de la famille des Xanthorrhoeaceae, selon APG III, des Asphodelaceae, selon APG IV. C'est une plante grasse ornementale.

## Étymologie
"humilis" d'origine latine signifiant "de petite taille".

## Description
Les feuilles charnues sont de couleur vert-glauque et de longueur d'environ 10 centimètres et 1,2 à 1,8 de large. La hampe florale fait de 25 à 30 cm de hauteur avec des fleurs éparses de couleur rougeâtre.

## Génétique
Les chromosomes sont au nombre de  {\displaystyle 2n=14}.

## Aire de répartition
Afrique du Sud (province du Cap-Occidental).